# Estación de Niños Héroes (Metrorrey)
La estación Niños Héroes (también conocida como Metro Niños Héroes) es una estación del Metro de Monterrey. Está ubicada al sur de Avenida Alfonso Reyes en el municipio de Monterrey. Fue inaugurada el 31 de octubre de 2007. La estación lleva dicho nombre debido a que se ubica en los límites del parque Niños Héroes. Entre los días 13 y 28 de marzo de 2023 fungió como estación terminal provisional de la línea 2.
La estación Niños Héroes por su ubicación da servicio a los usuarios del parque Niños Héroes, la Villa Olímpica, el Estadio de Béisbol Monterrey y la Biblioteca Universitaria Raúl Rangel Frías. El ícono de la estación es representado por un gorro característico del Colegio Militar, rodeado por una guirnalda de honor. Hasta antes del rediseño de la imagen institucional e iconografía del sistema Metrorrey en 2021, el ícono de la estación  fue representado por la silueta de uno de los Niños Héroes, los cuales fueron seis cadetes militares, todos entre 13 y 20 años de edad, quienes fallecieron defendiendo el Castillo de Chapultepec del ejército estadounidense que invadía México, el 13 de septiembre de 1847.
El 5 de diciembre de 2022 fue cerrada temporalmente, debido al cierre del tramo elevado de la línea 2 por diversas fallas estructurales encontradas, reanudando operaciones el 13 de marzo de 2023 junto con la estación Regina, siendo la primera estación del tramo elevado de la línea 2 en reanudar operación. Durante el tiempo sin servicio, el color rojo de la estación fue reemplazado por color verde, además de tener actualización en el sistema de peaje, convirtiéndose en la primera estación de la línea en admitir únicamente el pago mediante las tarjetas prepago MIA y Me Muevo.